# كلارنس جورج ويليس
كلارنس جورج ويليس هو سياسي كندي، ولد في 11 نوفمبر 1907، وتوفي في 14 فبراير 1984. حزبياً، نشط في Saskatchewan New Democratic Party ‏. وقد انتخب عضو المجلس التشريعي من ساسكاتشوان.